# طائر العشب المخطط
طائر العشب المخطط (الاسم العلمي: Megalurus palustris)، طائر أحادي النوع من جنس دُخْلول من طيور «العالم القديم» المنتمية إلى فصيلة شاديات الأعشاب. كان يُصنف سابقًا ضمن فصيلة الدخلية.
أعطانه في بنغلاديش وكمبوديا والصين والهند وإندونيسيا ولاوسوماليزيا وميانمار ونيبال وباكستان والفلبين وتايلاند وفيتنام.
ملجنها الحياتي جماعي. جماعاتها قليلة العدد. تألف الغابات والرياض وضفاف مجاري الماء والمناقع. قوتها الحشرات والديدان والثمار العنبية البرية وبعض البزور.